# Ansa och samvetet
Ansa och samvetet är en självbiografisk barndomsskildring av den finlandssvenska författaren Solveig von Schoultz. Den gavs ut första gången på Wahlström & Widstrand 1954, samt i nyutgåva på Schildts förlag 1998.
Boken består av ett antal berättelser som kan läsas fristående. Språket är enkelt med finlandssvensk prägel. Verket behandlar Schoultz egna kristna uppväxt och hur den senare kom att påverka hennes författarskap. Hon beskriver sig själv, i boken, med orden "den bortskämda ungen med nie föräldrar".
Nyutgåvan finansierades av Vitterhetskommissionen, Arbetets vänner Huvudföreningen, Föreningen Konstsamfundet, Svenska litteratursällskapet i Finland, Svenska folkskolans vänner samt Svenska kulturfonden. Nyutgåvan innehåller även novellen Hosianna som ursprungligen publicerades i novellsamlingen Närmare någon från 1951.